# Olga Oppenheimer
Olga Oppenheimer (Colonia, 9 de julio de 1886-Madjanek, 4 de julio de 1941) fue una artista expresionista alemana.

## Trayectoria
Oppenheimer se formó con Paul Sérusier en París en 1909. Después se formó en academias privadas en Munich y Dachau. El padre de Oppenheimer alentó su búsqueda del arte y le proporcionó un estudio, que se llamó Gereonshaus, en su edificio de oficinas.
Oppenheimer fue cofundadora de la Gereonsklub, una escuela de arte moderno en Colonia, Alemania, en 1911. Se convirtió en un centro de arte de vanguardia en Renania, presentando a Der Blaue Reiter, Franz Marc, Paul Klee, Robert Delaunay y otros por primera vez en Colonia. La carrera artística de Oppenheimer fue breve, abarcando los años 1907 a 1916. Solo sobreviven diez de sus obras, cinco de las cuales son ilustraciones.

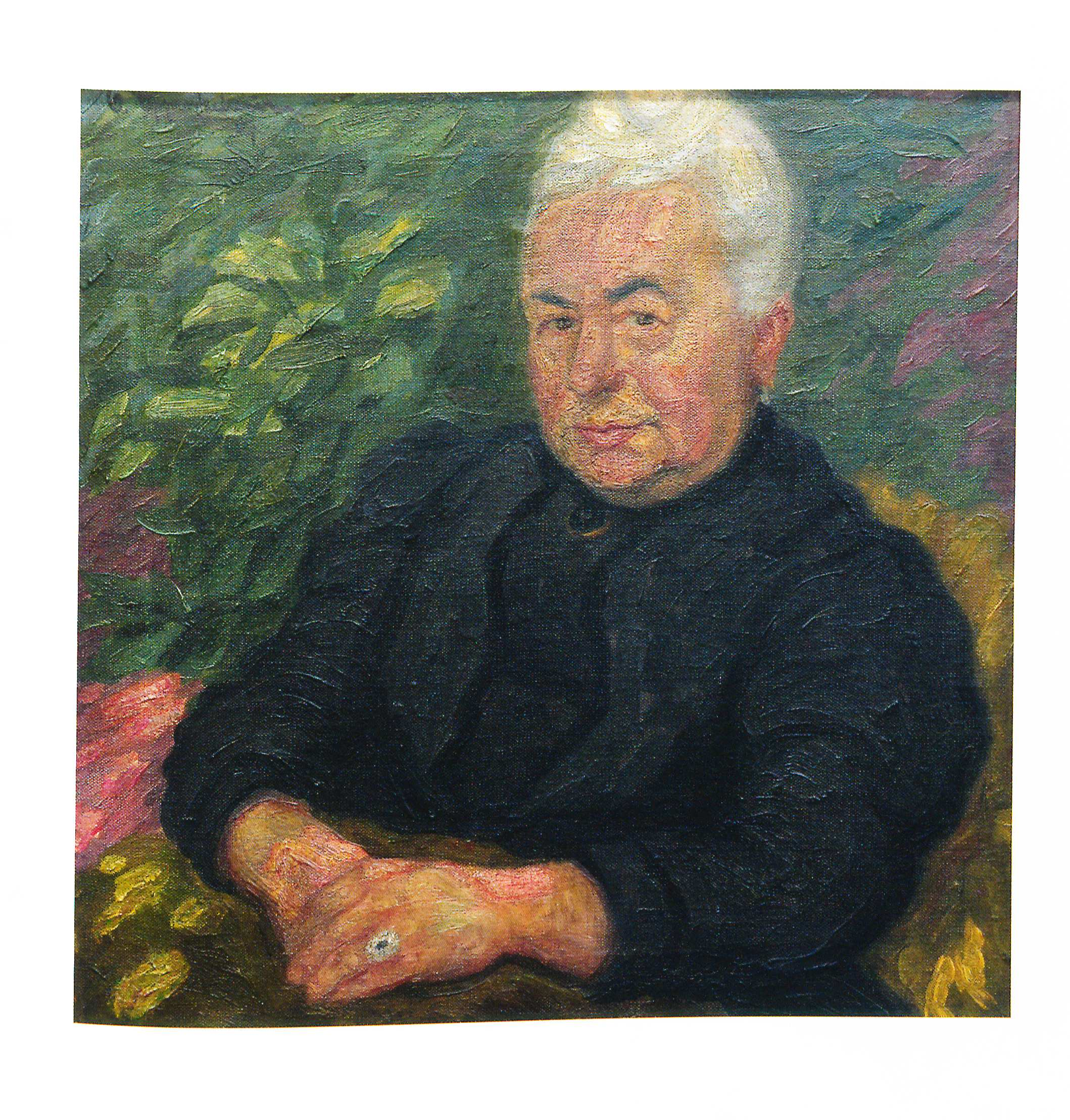
Bildnis Bertha Oppenheim (1907)

El trabajo de Oppenheimer se exhibió en el Sonderbund Internacional de Colonia en 1912 junto con el trabajo de otras dos mujeres artistas, Marie Laurencin y Paula Modersohn-Becker. Al año siguiente, en 1913, participó en una exposición de expresionistas renanos en la librería de Walter Cohen, organizada por el influyente pintor expresionista August Macke.

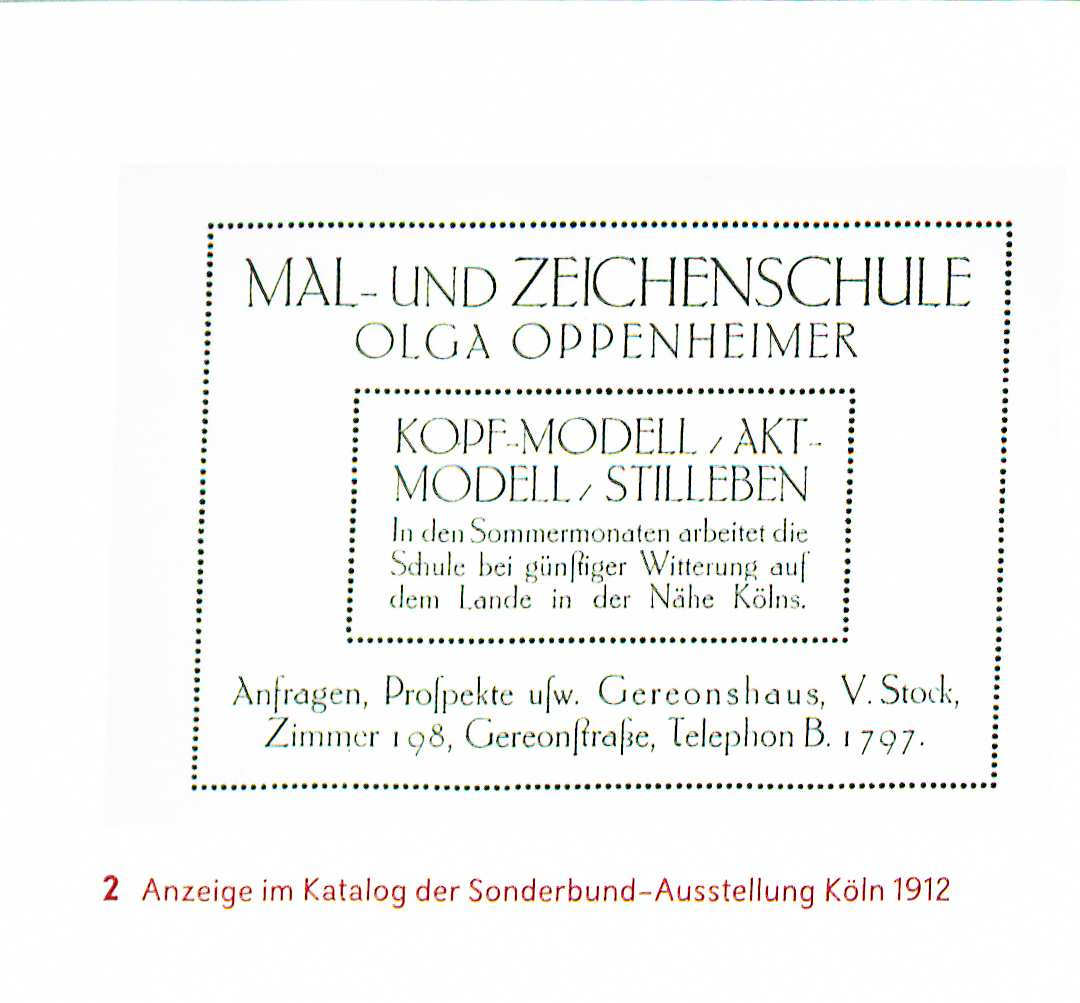
Anuncio de la escuela de arte de Oppenheimer (1912)

Oppenheimer fue la única artista alemana que participó en el Armory Show, que se inauguró en la ciudad de Nueva York en 1913 y viajó a Boston y Chicago. Ella contribuyó con una serie de seis grabados en madera titulados Tiempo feliz de Van Zanten, que se exhibió en la misma galería que los grabados de Edvard Munch. Después de 1916, su salud comenzó a decaer y fue internada en un sanatorio en 1918.
Su carrera fue interrumpida por una severa depresión. En 1918 ingresó en el Waltbreitbach Sanatorium, institución psiquiátrica donde pasó veinte años de su vida. Oppenheimer fue deportada en 1941 a la Reserva de Lublin en Polonia y murió de tifus en el campo el 4 de julio de 1941.

## Vida personal
En 1913, Oppenheimer se casó con Adolf Worringer, el hermano de su amiga Emmy Worringer. Tuvieron dos hijos y luego se divorciaron.